# Idaea mimetes
Idaea mimetes là một loài bướm đêm trong họ Geometridae.